# Брэхени, Кевин
Кевин Брэхени Форчун (англ. Kevin Braheny Fortune) — американский композитор и музыкант. Его музыку можно охарактеризовать как спокойный эмбиент.
Кевин Брэхени начал увлекаться музыкой со школьного возраста, играя вместе с одноклассниками сначала в школе, а затем в колледже рок, джаз и классическую музыку. В 1971 году он переехал в Лос-Анджелес, где открыл для себя синтезатор и подружился с пионерами электронной музыки Malcom Cecil, и Serge Tcherepnin.
На этом этапе зарождения стиля он не только экспериментировал с новыми инструментами, но и профессионально принимал участие в разработке новых видов синтезаторов. Так, в 1977 году он создал «The Mighty Serge», 15-панельную систему, с помощью которой записал несколько альбомов, ставших классикой ambient. Michael Stearns создавал на синтезаторе Кевина Брэхени свои знаменитые работы «Planetary Unfolding» и «Chronos».
К лучшим работам самого Кевина Брэхени можно отнести дебютный «Way Home» 1978 года и «Desert Solitaire», записанный в 1989 году совместно со Стивом Роучем (Steve Roach) и Майклом Стернсом (Michael Stearns).

## Дискография
- 1978 The Way Home
- 1980 Lullaby for the Hearts of Space
- 1987 Western Spaces (с Steve Roach & Richard Burmer)
- 1988 Galaxies
- 1989 Desert Solitaire (с Steve Roach & Michael Stearns)
- 1990 Secret Rooms
- 1995 Rain (с Tim Clark)
- 1996 The Spell (с Tim Clark)